# Kei Ishikawa
Pour les articles homonymes, voir Ishikawa.
Kei Ishikawa (石川 慶, Ishikawa Kei), né le 20 juin 1977 à Toyohashi (préfecture d'Aichi), est un réalisateur et scénariste japonais.
Ishikawa est diplômé du lycée préfectoral d'Aichi Jishukan et du département de physique de l'université du Tōhoku.

## Biographie
Influencé par ses parents, Kei Ishikawa a un amour pour le cinéma dès son plus jeune âge, et, après avoir étudié la physique à l'Université de Tohoku, il décide de devenir réalisateur et étudie la réalisation à l'École nationale de cinéma de Łódź, une université nationale en Pologne qui a produit de nombreux grands réalisateurs. Il construit une carrière en réalisant des courts métrages, puis retourne au Japon avec le désir de réaliser un film dans sa langue maternelle. Depuis son retour au Japon, il réalise principalement des courts métrages, ainsi que des documentaires et des publicités. La coproduction nippo-polonaise BABY remporte le Grand Prix du Marché des Projets du Festival international du film fantastique de Puchon.
En 2017, il fait ses débuts au cinéma avec le film Gukōroku, sélectionné dans la section Compétition Horizons du 73e Festival international du film de Venise. Il remporte également le prix d'argent au prix Kaneto Shindo, le prix du nouveau réalisateur au Festival du film de Yokohama et le prix du cinéma professionnel japonais. En 2019, le film Bees And Distant Thunder remporte le Grand Prix du Film japonais des prix du film Mainichi et le Prix de l'Académie Japonaise pour l'Excellence du Cinéma.

## Filmographie partielle

### Au cinéma

#### Longs métrages
- 2016 : Gukōroku (愚行録?)
- 2018 : Anticipation Japon (十年, Jū nen?)  (segment Utsukushii kuni (美しい国?))
- 2019 : Mitsubachi to enrai (蜜蜂と遠雷?)
- 2021 : Arc (アーク, Āku?)
- 2022 : A Man (ある男, Aru otoko?)
- 2024 : Futsugō na kioku (不都合な記憶?)
- 2025 : Lumière pâle sur les collines (遠い山なみの光, Toi yamanami no hikari?)

## Récompenses
- 39e Festival du film de Yokohama Prix commémoratif du nouveau réalisateur Yoshimitsu Morita (pour Gukōroku)[8]
- Prix d'argent du Kaneto Shindo Award 2017 (Gukōroku)[9]
- 27e Prix du nouveau réalisateur des Japanese Professional Movie Awards (pour Gukōroku)[10]
- 41e Festival du film de Yokohama, Prix du meilleur réalisateur (pour Mitsubachi to enrai)[11]
- 74e Mainichi Film Awards du Meilleur réalisateur (pour Mitsubachi to enrai)[12]
- 46e Japan Academy Prize : Meilleur réalisateur pour A Man[13]